# フォネオリゾーン
フォネオリゾーン（PHONEORI ZONE）は、平均年齢67歳・全員合計268歳・芸能生活合計220光年の宇宙からやってきた音楽ユニットである。レコード会社は日本フォネオリレコード。2019年春頃に結成。同年8月2日にCDデビューした。

## 概要

### ユニット結成
小倉一郎と仲雅美のトークイベントにゲストで出演していた江藤潤と三ツ木清隆に「みんな歌えるんだったら」と、仲雅美がユニットの話を持ちかけて結成された。

### 奇想天外なコンセプト
全員宇宙人という奇想天外なコンセプトと奇抜なコスチュームが特徴。カオスで規格外のレイワ歌謡「クゥタビレモーケ」の振付は天地真理、キャンディーズ、ピチカート・ファイヴ、羞恥心など数々のアイドルやアーティストを育てた伝説の振付師・三浦亨。

## メンバー
| 名前                                          | 生年月日               | 血液型 | 出身・出生地 | メンバーカラー |
| --------------------------------------------- | ---------------------- | ------ | ------------ | -------------- |
| イチロウゾーン 小倉一郎 （おぐらい ちろう）   | 1951年10月29日（73歳） | B型    | 鹿児島県     | ピンク         |
| マサミゾーン 仲雅美 （なか まさみ）           | 1950年11月9日（74歳）  | B型    | 東京都       | 黄 ※リーダー   |
| ジュンゾーン 江藤潤 （えとう じゅん）         | 1951年10月28日（73歳） | A型    | 東京都       | 銀             |
| ミッキーゾーン 三ツ木清隆 （みつぎ きよたか） | 1953年5月30日（72歳）  | O型    | 千葉県       | 青             |

## 略歴
2019年
- 7月15日、イオンタウン成田富里にてデビュー記者会見。およびデビューシングル「クゥタビレモーケ」が先行発売された。
- 8月2日、「クゥタビレモーケ」で日本フォネオリレコードよりCDデビュー。

## 作品

### シングル
| 発売日        | タイトル                                                                        | カップリング曲                                                       |
| ------------- | ------------------------------------------------------------------------------- | -------------------------------------------------------------------- |
| 2019年 8月2日 | クゥタビレモーケ 作詞：久保田洋司 / 作曲：Nao 久保田洋司 / 編曲：Nao 久保田洋司 | チュッチュッチュッ宇宙 作詞・作曲：久保田洋司 / 編曲：Nao 久保田洋司 |

### ミュージックビデオ
- クゥタビレモーケ

### テレビ番組

#### 情報番組
- おはよう朝日です（2019年7月16日朝日放送テレビ）
- ノンストップ!（2019年7月17日フジテレビ）
- ひるまえほっと（2019年7月29日NHK総合）

#### バラエティ番組
- ごごナマ（2019年9月18日NHK総合）

#### 音楽番組
- BS歌謡スクエア（2019年9月15日BS12）

### ラジオ番組
- ラジオ日本
  - タブレット純 音楽の黄金時代（2019年8月3日）
  - ハロー！アイレディオ（2019年9月10日）
- MUSIC BIRD
  - Premium G 〜MUSIC GIFT〜（2019年9月10日）
- TBSラジオ
  - Fine!!（2019年9月11日）